# Žákava
Žákava (en allemand : Schakau, précédemment : Žakau) est une commune du district de Plzeň-Sud, dans la région de Plzeň, en République tchèque. Sa population s'élevait à 482 habitants en 2022.

## Géographie
Žákava est arrosée par la rivière Úslava et se trouve à 6 km à l'est-nord-est de Spálené Poříčí, à 17 km au sud-est de Plzeň et à 82 km au sud-ouest de Prague.
La commune est limitée par Nezvěstice au nord-ouest, par Šťáhlavy au nord, par Milínov au nord-est, par Spálené Poříčí à l'est, par Blovice et Zdemyslice au sud, et par Vlčtejn à l'ouest.

## Histoire
La première mention écrite de la localité date de 1350.

## Transports
Par la route, Žákava se trouve à 6 km de Spálené Poříčí, à 20 km de Plzeň et à 97 km de Prague.